# Oriolus melanotis
Oriolus melanotis е вид птица от семейство Oriolidae.

## Разпространение
Видът е разпространен в Индонезия и Източен Тимор.